# David Diaz
Pour les articles homonymes, voir David Díaz (basket-ball).
David Diaz est un boxeur mexicano-américain né le 7 juin 1976 à Chicago, Illinois.

## Carrière
Passé professionnel en 1996, il devient champion du monde des poids légers WBC par intérim en 2006 à la suite de sa victoire contre Jose Armando Santa Cruz puis champion à part entière le 20 février 2007 après la destitution du cubain Joel Casamayor. Diaz bat ensuite aux points Erik Morales le 4 août 2007 puis perd son titre face à Manny Pacquiao par arrêt de l'arbitre au 9e round le 28 juin 2008.